# Замороженное молоко
Ice milk (айс-милк, замороженное молоко, ледяное молоко) — замороженный десерт, приготовленный из замороженного молока, но с меньшим содержанием молочного жира, чем в обычном мороженом. Иногда стоит дешевле мороженого.
В США айс-милк определяется как содержащее менее 10 процентов молочного жира и такое же количество подсластителя, как и мороженое. В 1994 году агентство Food and Drug Administration внесло изменения в свои правила и разрешило маркировать айс-милк как «обезжиренное мороженое» (англ. «non-fat ice cream»), «мороженое с низким содержанием жира» (англ. «low-fat ice cream») или «лёгкое мороженое» (англ. «light ice cream») в зависимости от содержания жира.
В Канаде айс-милк определяется как содержащее 3%—5% молочного жира, в то время как 5%—7,5% молочного жира — «лёгкое мороженое». Продукт с неопределённым содержанием молочного жира определяется просто как «замороженный молочный десерт» (англ. «frozen dairy dessert»).